# Boletus brunneus
Boletus brunneus är en svampart som beskrevs av Cooke & Massee 1891. Boletus brunneus ingår i släktet rörsoppar och familjen Boletaceae.   Inga underarter finns listade i Catalogue of Life.